# Cat o' nine tails

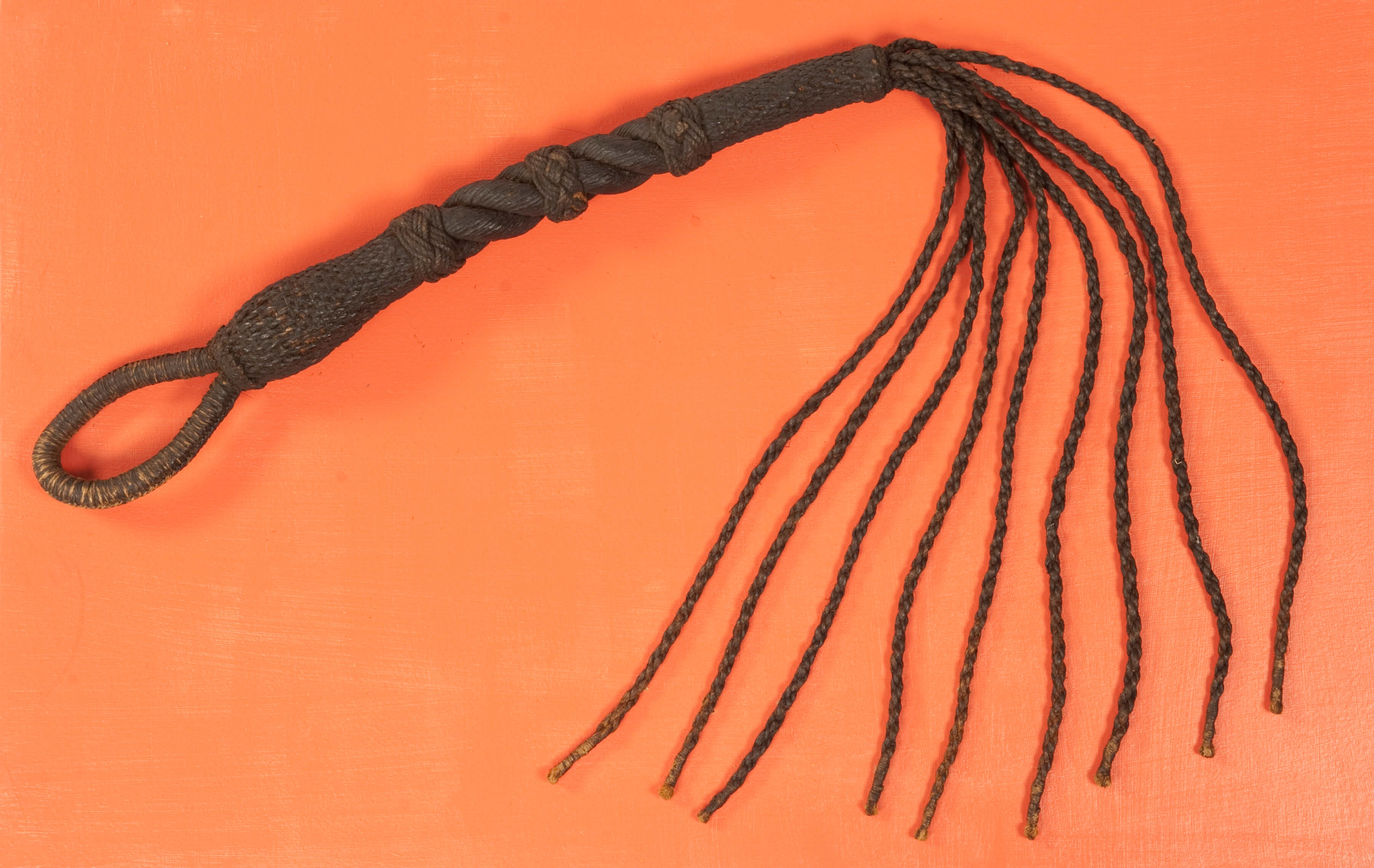
Gato de nove caudas do século XIX, 97 centímetros de comprimento, composto por nove filamentos (aproximadamente 46 centímetros) de cânhamo trançado e alcatroado com pontas amarradas.

O Cat o' nine tails (em português: gato de nove caudas, comumente abreviado para o gato), é um tipo de chicote ou mangual de várias caudas que se originou como um instrumento para punição física severa, principalmente na Marinha Real e no Exército Britânico, e como punição judicial na Grã-Bretanha e alguns outros países. 

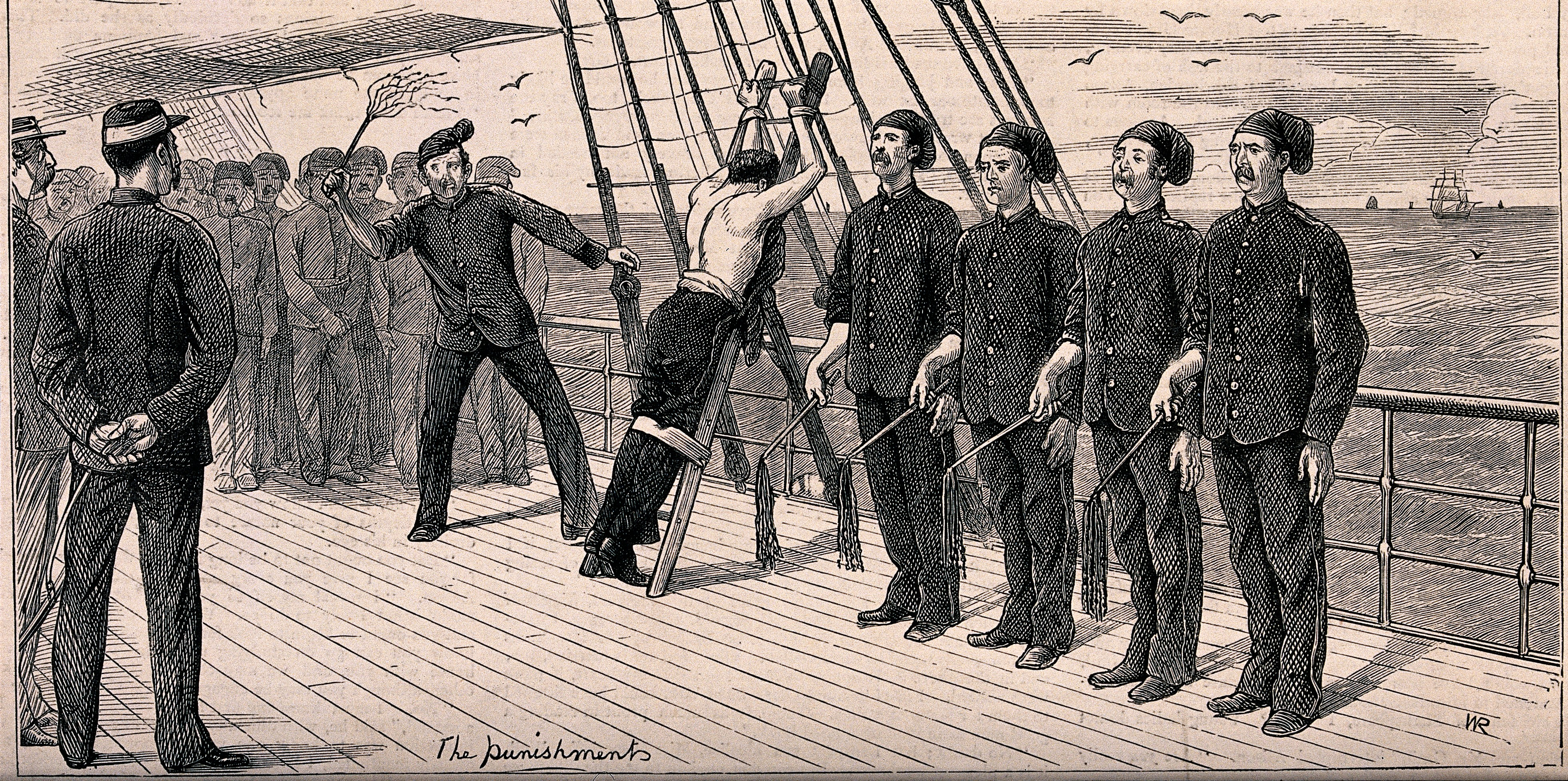
Marinheiro sendo açoitado com um gato de nove caudas enquanto quatro marinheiros esperam sua vez de açoitá-lo.